# Coralliodrilus giacobbei
Coralliodrilus giacobbei är en ringmaskart som beskrevs av Erséus 1983. Coralliodrilus giacobbei ingår i släktet Coralliodrilus och familjen glattmaskar. Inga underarter finns listade i Catalogue of Life.